# Song Ha-yoon
Song Ha-yoon (de nacimiento Kim Mi-sun; Seúl, 2 de diciembre de 1986) es una actriz surcoreana. 

## Biografía
En el 2016 salió con el actor chino Huang Xuan.

## Carrera
Es miembro de la agencia "King Kong by Starship" (previamente conocida como "King Kong Entertainment") de Starship Entertainment (스타쉽 엔터테인먼트).
Debutó como Kim Byul (Hangul: 김별), pero cambió su nombre artístico a Song Ha yoon en 2012.
Es conocida por su papel en el drama Fight for My Way (2017).
El 5 de septiembre de 2018 se unió al elenco principal de la serie Devilish Charm (también conocida como "Devilish Joy") donde interpretó a Joo Ki-bbeum, una actriz de primer nivel que cae de la gracia debido a un cargo falso, hasta el final de la serie el 25 de octubre del mismo año.
El 10 de noviembre de 2020 se unió al elenco principal de la serie Please Don’t Meet Him donde da vida a Seo Ji-sung, una programadora del equipo de desarrollo de electrodomésticos inteligentes que un día accidentalmente desarrolla un programa de inteligencia artificial llamado Cho Sang-shin, que tiene la habilidad para identificar a los humanos "basura", y lo usa para salvar a las personas que tienen relaciones difíciles, hasta ahora.

## Filmografía

### Películas
| Año  | Título                 | Papel       | Ref.   |
| ---- | ---------------------- | ----------- | ------ |
| 2005 | Innocent Steps         |             |        |
| 2006 | Dasepo Naughty Girls   | Bellflower  |        |
| 2006 | Love House             |             |        |
| 2008 | Baby and I             | Kim Byul    |        |
| 2008 | Members of the Funeral | Woo Ah-mi   |        |
| 2009 | Fly High               | Soo-kyung   | [ 9 ]  |
| 2009 | Stray Cats             |             |        |
| 2012 | Helpless               | Han-na      |        |
| 2012 | Dangerously Excited    | Mi-sun      | [ 10 ] |
| 2014 | Whistle Blower         | Kim Yi-seul |        |
| 2018 | Perfect Stranger       | Se-gyeong   | [ 11 ] |

### Series de televisión
| Año  | Título                        | Papel                    | Red           | Notas            | Ref.          |
| ---- | ----------------------------- | ------------------------ | ------------- | ---------------- | ------------- |
| 2003 | Sang Doo! Let's Go to School  |                          | KBS2          |                  |               |
| 2005 | Nonstop 5                     |                          | MBC           |                  |               |
| 2005 | Taereung National Village     | Jung Ma-roo              | MBC           | MBC Best Theater |               |
| 2008 | Chil-woo the Mighty           | Yeon-doo                 | KBS2          |                  |               |
| 2011 | Guardian Angel Kim Young-goo  | Choi Na-young            | KBS2          | Drama Special    |               |
| 2012 | Phantom                       | Choi Seung-yeon          | SBS           |                  | [ 12 ]        |
| 2013 | Chagall's Birthday            | Joon-hee                 | KBS2          | Drama Special    | [ 13 ]        |
| 2014 | God's Quiz - Season 4         | -                        | OCN           |                  |               |
| 2014 | Reset                         | Choi Yoon-hee            | OCN           |                  | [ 14 ]        |
| 2014 | Sweden Laundry                | Kim Bom                  | MBC Every 1   |                  | [ 15 ]        |
| 2014 | I Introduce My Father         | Choi Hee-young           | KBS2          | Drama Special    |               |
| 2015 | Dream Knight                  | Joo In-hyung             | Naver TV Cast |                  | [ 16 ]        |
| 2015 | TV Novel: In Still Green Days | Lee Young-hee            | KBS2          |                  |               |
| 2015 | My Daughter, Geum Sa-wol      | Lee Hong-do / Joo Oh-wol | MBC           |                  | [ 17 ] [ 18 ] |
| 2016 | Touching You                  | Jin Hee-young            | Naver TV Cast |                  | [ 19 ]        |
| 2017 | Band of Sisters               | Sera Park                | SBS           |                  |               |
| 2017 | Fight for My Way              | Baek Seol-hee            | KBS2          |                  |               |
| 2018 | Devilish Charm                | Joo Gi-bbeum             | MBN, Dramax   |                  |               |
| 2020 | Please Don’t Meet Him         | Seo Ji-sung              | MBC every1    |                  | [ 20 ] [ 21 ] |
| 2024 | Cásate con mi esposo          | Jung Soo-min             | tvN           |                  | [ 22 ] [ 23 ] |

### Vídeos musicales
| Año  | Título              | Artista                |
| ---- | ------------------- | ---------------------- |
| 2004 | "Sweety"            | Clazziquai             |
| 2005 | "To Her"            | UN                     |
| 2006 | "Snowman"           | Gavy NJ                |
| 2007 | "After...Goodbye"   | The Name & Choi Jin-yi |
| 2009 | "Afraid"            | st.Haru                |
| 2010 | "Unnecessary Words" | Tim feat. Yiruma       |
| 2012 | "Caffeine"          | Yang Yo-seob           |
| 2013 | "Although I"        | Yang Yo-seob           |

## Premios y nominaciones
| Año  | Premio                           | Categoría                                 | Nominación           | Resultado | Ref.   |
| ---- | -------------------------------- | ----------------------------------------- | -------------------- | --------- | ------ |
| 2015 | 29th KBS Drama Awards            | premio excelencia, actriz de drama diario | In Still Green Days  | Nominada  |        |
| 2015 | 34th MBC Drama Awards            | mejor actriz nueva, drama                 | Mi hija, Geum Sa Wol | Nominada  |        |
| 2016 | 2nd KWeb Fest Awards             | mejor actriz                              | Touching You         | Ganadora  |        |
| 2017 | 10th Korea Drama Awards          | premio excelencia, actriz                 | Fight for My Way     | Ganadora  | [ 24 ] |
| 2017 | 1st The Seoul Awards             | mejor actriz de reparto – Drama           | Fight for My Way     | Nominada  |        |
| 2017 | 31st KBS Drama Awards            | mejor actriz de reparto                   | Fight for My Way     | Nominada  |        |
| 2017 | 31st KBS Drama Awards            | mejor pareja junto a Ahn Jae-hong         | Fight for My Way     | Nominada  |        |
| 2018 | premio principal marca de Corea  | categoría actriz                          |                      | Ganadora  | [ 25 ] |
| 2018 | 54th Baeksang Arts Award         | mejor actriz de reparto                   | Fight for My Way     | Nominada  | [ 26 ] |
| 2019 | 39th Golden Cinema Film Festival | Choice Popularity Award                   | Intimate Strangers   | Ganadora  | [ 27 ] |